# Morinia argenticincta
Morinia argenticincta är en tvåvingeart som först beskrevs av Senior-white 1923.  Morinia argenticincta ingår i släktet Morinia och familjen spyflugor. Inga underarter finns listade i Catalogue of Life.